# Oddesundbroen
Oddesundbroen (deutsch die Oddesund-Brücke) ist eine kombinierte Straßen- und Eisenbahnbrücke in der dänischen Kommune Struer, die über den Oddesund im Limfjord führt und das Festland im Norden Jütlands mit der Halbinsel Thyholm im Südwesten der Insel Vendsyssel-Thy verbindet. Die Brücke liegt im Verlauf der Primærrute 11 vom deutsch-dänischen Grenzübergang Sæd nach Aalborg und wird täglich von 5.780 Kraftfahrzeugen genutzt (Stand 2014). Die 473 Meter lange kombinierte Klapp- und Bogenbrücke wurde 1938 fertiggestellt.

## Geschichte
Im Jahr 1874 wurde eine Kommission eingesetzt, die den Bau eines Dammes über den Oddesund prüfen sollte, womit neben einer Verbindung zwischen den beiden Landesteilen gleichzeitig den Wassermassen aus der Nordsee Einhalt geboten werden sollte. Die Kommission kam jedoch zu keinem Ergebnis, und 1883 verstummte die Diskussion über den Bau eines Dammes endgültig, nachdem eine Fährverbindung und die Thybane zwischen Thisted und Struer eröffnet wurde. Eine neue Kommission riet 1912 in ihrem Abschlussbericht vom Bau eines Dammes ab, da erhebliche Beeinträchtigungen der Umwelt zu erwarten seien, darunter die Versandung des Thyborøn-Kanals und ein Fischsterben im Limfjord.
Die staatliche dänische Eisenbahngesellschaft DSB erarbeitete 1931 einen Entwurf, der eine kombinierte Straßen- und Eisenbahnbrücke aus drei Stahlbögen und einem beweglichen Klappteil am nordöstlichen Ende vorsah. Ein Gesetz zum Bau der Brücke wurde im März 1932 vom Reichstag verabschiedet – gemeinsam mit dem Bau der Storstrømsbro zwischen Falster und Seeland. Nach vierjähriger Bauzeit, bei der im Mai 1937 ein Arbeiter ums Leben kam, konnte die Brücke am 15. Mai 1938 offiziell eingeweiht werden. Bei der Zeremonie, an der schätzungsweise 40–50.000 Menschen teilnahmen, überquerte König Christian X. die Brücke in seinem Salonwagen. Die Baukosten in Höhe von 6.576.700 Kronen teilten sich zu jeweils einem Drittel die Bauherren des Projektes: Ringkøbing Amt, Thisted Amt sowie die DSB.
Wegen ihrer strategischen Bedeutung stand die Oddesundbroen während der deutschen Besatzung unter strenger Bewachung. Mehrere Bunker blieben am Südostende bei Grisetå Odde erhalten und können besichtigt werden.